# 쉬창시
쉬창(허창, 중국어: 许昌, 병음: Xǔchāng)은 중국 허난성의 중앙에 있는 도시이다. 북쪽으로 성도 정저우, 북동쪽으로 카이펑, 동쪽으로 저우커우, 남쪽으로 뤄허, 남서쪽으로 핑딩 산과 접한다.

## 역사
춘추시대에 허나라가 위치했기 때문에 여기서 유래한 허(許)로 불렸다. 고대에 도시는 중원의 전략적인 위치를 차지했다.
허창은 삼국시대에 조조의 사실상의 수도 역할을 했다. 한나라의 수도 낙양이 전쟁에 의해 파괴된 후에 조조는 본래 낙양을 재건시키려 했지만, 196년에 황궁과 황제를 현재의 허창으로 이동시키고 허도(許都)로 개명했다. 그 시기의 황궁 유적이 현재 젠안 구에 있다.
220년에 조조의 아들이자 계승자인 조비는 공식적으로 도시를 새로이 건국된 위나라의 수도로 선언했다. 도시는 "떠오르는 허(許)"라는 뜻의 "허창"으로 개명되었다. 위나라 황제는 220년대에 수도를 낙양으로 옮기기 전까지 허창의 황궁에 머물렀다. 그리고 조비가 낙양으로 수도를 옮기면서 허창의 황궁을 허물어버리자, 결국 이 곳의 인구가 낙양으로 대이동을 했기 때문에, 조비 이후에는 소도시로 강등되었다.

## 경제
쉬창은 중국 담배 산업의 중심지이다. 그러나 많은 농부들이 경제적인 이유 때문에 담배를 더 이상 심지 않는다. 도시는 또한 가발 수출로 유명하다.

## 관광
유명한 관광지로 바링 교와 춘추 탑이 있다.

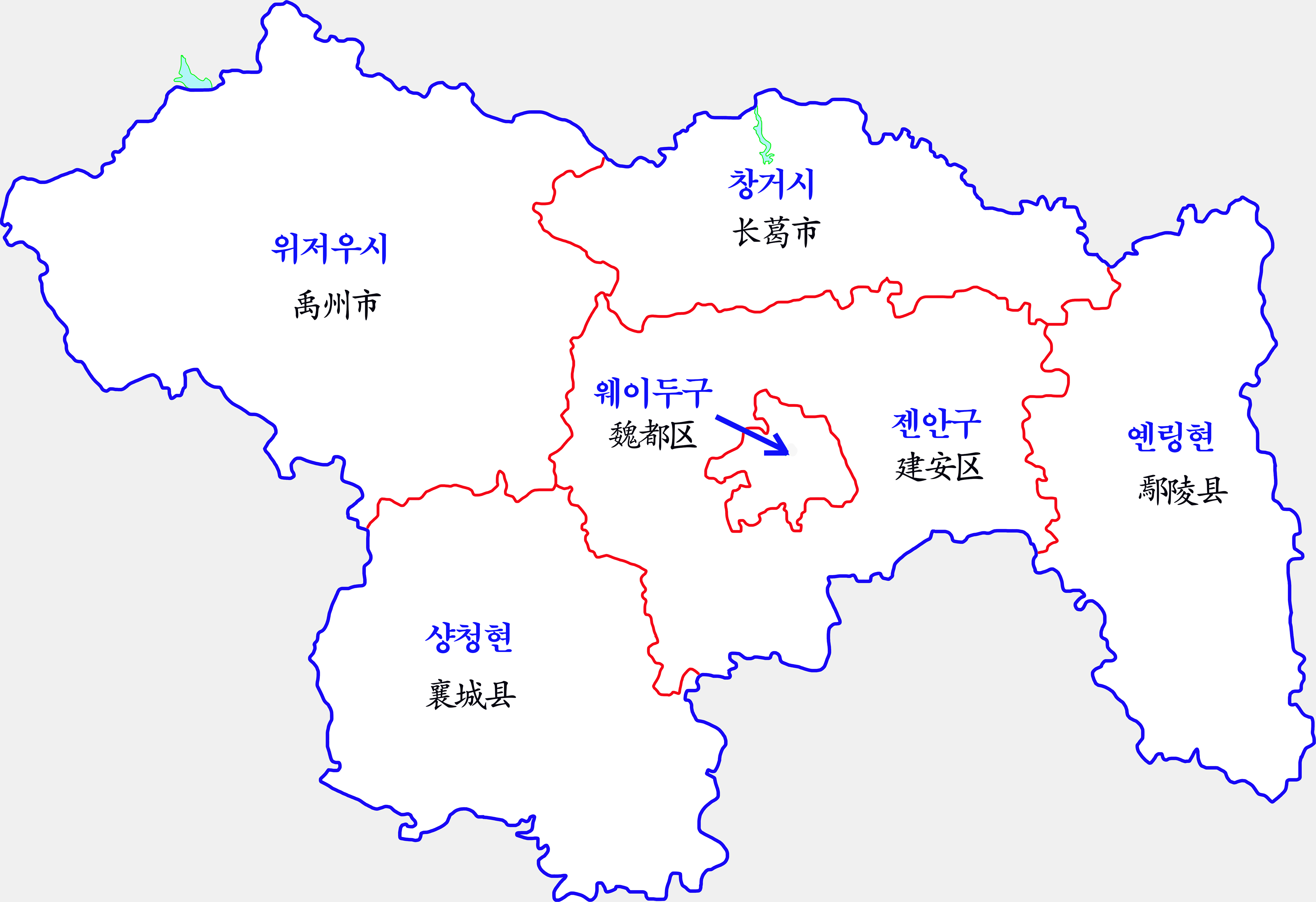
쉬창 시 현급 행정구역도

## 행정 구역
2개의 시할구와 2개의 현급시, 2개의 현을 관할한다.
시할구
- 웨이두 구(魏都区)
- 젠안 구(建安区)(구칭 쉬창현)

현급시
- 위저우 시(禹州市)
- 창거 시(长葛市)

현
- 옌링 현(鄢陵县)
- 샹청 현(襄城县)

## 기후
| 쉬창시의 기후                                                 | 쉬창시의 기후 | 쉬창시의 기후 | 쉬창시의 기후 | 쉬창시의 기후 | 쉬창시의 기후 | 쉬창시의 기후 | 쉬창시의 기후 | 쉬창시의 기후 | 쉬창시의 기후 | 쉬창시의 기후 | 쉬창시의 기후 | 쉬창시의 기후 | 쉬창시의 기후 |
| 월                                                            | 1월           | 2월           | 3월           | 4월           | 5월           | 6월           | 7월           | 8월           | 9월           | 10월          | 11월          | 12월          | 연간          |
| ------------------------------------------------------------- | ------------- | ------------- | ------------- | ------------- | ------------- | ------------- | ------------- | ------------- | ------------- | ------------- | ------------- | ------------- | ------------- |
| 역대 최고 기온 °C (°F)                                        | 20.2 (68.4)   | 23.5 (74.3)   | 28.3 (82.9)   | 34.2 (93.6)   | 39.3 (102.7)  | 41.9 (107.4)  | 40.4 (104.7)  | 38.9 (102.0)  | 37.2 (99.0)   | 35.1 (95.2)   | 27.7 (81.9)   | 21.4 (70.5)   | 41.9 (107.4)  |
| 일평균 최고 기온 °C (°F)                                      | 6.1 (43.0)    | 10.0 (50.0)   | 14.8 (58.6)   | 21.7 (71.1)   | 27.1 (80.8)   | 32.3 (90.1)   | 32.0 (89.6)   | 30.3 (86.5)   | 26.9 (80.4)   | 22.2 (72.0)   | 14.6 (58.3)   | 8.0 (46.4)    | 20.5 (68.9)   |
| 일일 평균 기온 °C (°F)                                        | 0.7 (33.3)    | 4.2 (39.6)    | 9.0 (48.2)    | 15.6 (60.1)   | 21.1 (70.0)   | 26.1 (79.0)   | 27.2 (81.0)   | 25.6 (78.1)   | 21.2 (70.2)   | 15.9 (60.6)   | 8.7 (47.7)    | 2.8 (37.0)    | 14.8 (58.7)   |
| 일평균 최저 기온 °C (°F)                                      | −3.3 (26.1)   | −0.4 (31.3)   | 4.1 (39.4)    | 10.0 (50.0)   | 15.6 (60.1)   | 20.6 (69.1)   | 23.4 (74.1)   | 22.1 (71.8)   | 17.0 (62.6)   | 11.1 (52.0)   | 4.0 (39.2)    | −1.2 (29.8)   | 10.2 (50.5)   |
| 역대 최저 기온 °C (°F)                                        | −16.4 (2.5)   | −19.6 (−3.3)  | −11.5 (11.3)  | −2.9 (26.8)   | 3.2 (37.8)    | 11.6 (52.9)   | 16.4 (61.5)   | 11.7 (53.1)   | 6.3 (43.3)    | −0.9 (30.4)   | −13.1 (8.4)   | −14.0 (6.8)   | −19.6 (−3.3)  |
| 평균 강수량 mm (인치)                                         | 12.4 (0.49)   | 14.4 (0.57)   | 27.3 (1.07)   | 40.9 (1.61)   | 65.0 (2.56)   | 86.5 (3.41)   | 167.4 (6.59)  | 123.6 (4.87)  | 80.9 (3.19)   | 44.0 (1.73)   | 32.6 (1.28)   | 11.5 (0.45)   | 706.5 (27.82) |
| 평균 강수일수 (≥ 0.1 mm)                                      | 4.3           | 4.9           | 5.9           | 6.1           | 7.7           | 7.9           | 11.5          | 10.6          | 8.9           | 6.6           | 6.0           | 4.0           | 84.4          |
| 평균 강설일수                                                 | 4.0           | 3.0           | 1.3           | 0.1           | 0             | 0             | 0             | 0             | 0             | 0             | 1.2           | 2.7           | 12.3          |
| 평균 상대 습도 (%)                                            | 65            | 65            | 65            | 68            | 67            | 65            | 79            | 83            | 78            | 70            | 70            | 65            | 70            |
| 평균 월간 일조시간                                            | 111.1         | 122.1         | 160.8         | 188.8         | 201.6         | 181.7         | 175.1         | 164.0         | 147.5         | 140.3         | 125.4         | 118.8         | 1,837.2       |
| 가능 일조율                                                   | 35            | 39            | 43            | 48            | 47            | 42            | 40            | 40            | 40            | 40            | 41            | 39            | 41            |
| 출처: 중국기상국 (평년값: 1991년~2012년, 극값: 1971년~2010년) |               |               |               |               |               |               |               |               |               |               |               |               |               |

## 출신 인물
- 위안스카이